# 漢斯·本諾·伯努利
漢斯·本諾·伯努利（德語：Hans Benno Bernoulli，1876年2月17日—1959年9月12日）是一名瑞士建築師和都市規劃師。

## 生平
伯努利出生於巴塞爾，是辦公室職員西奧多·伯努利（Theodor Bernoulli）的兒子。他是數學家族伯努利家族的後裔。女權主義者伊莉莎白·伯努利是他的姐姐。
1904年，他與安娜·齊格勒（Anna Ziegler）在柏林結婚。
1959年9月12日，伯努利在巴塞爾逝世，享年83歲。

## 職業生涯
伯努利曾在慕尼黑工業大學主修建築，並於1902年在柏林開始合夥創業。1912年，他被任命為巴斯勒建築業的首席建築師。
他最重要的住房開發項目有：
- 1914年—1929年：蘇黎世的伯努利住宅（Bernoullihäuser）。該房屋是1920年代的花園城市項目，旨在無償出售給工人。
- 1919年：Grenchen SO 的伯努利住宅
- 1920年—1923年：巴塞爾的Im langen Loh住宅區
- 1920年—1923年：與威廉·愛德華·布羅德貝克（英语：Wilhelm Eduard Brodtbeck）合作開發的位於明興施泰因新世界（英语：Neue Welt）分區的Wasserhaus（英语：Wasserhaus (Münchenstein)）住宅區。
- 1924年—1934年：巴塞爾Hirzbrunnenareal生活居住區

第二次世界大戰後，他的主要項目是重建被炸毀的城市。

## 出版作品
- Die Stadt und Ihr Boden, Birkhäuser Verlag, 1991[2]

## 外部連結
- 维基共享资源上的相關多媒體資源：漢斯·本諾·伯努利
- Katalog der Deutschen Nationalbibliothek